# Suniti Solomon
Suniti Solomon (1939 - 28 de julio de 2015) fue una médica, botánica, y microbióloga india; quién inició estudios de sida y prevención en India después de haber diagnosticado el primer caso de sida indio en Chennai en 1985. Fundó el Centro de Estudios Y R Gaitonde de sida y Educación en Chennai. 
El gobierno indio le confirió el Premio Mujeres Bio-científicas.
El 25 de enero de 2017, el gobierno de India le confirió el "Premio Padma Shri" por su contribución a la medicina.

## Educación y vida tempranas
Suniti Solomon, o Suniti Gaitonde (su nombre de nacimiento), nació en una familia hindú Maharashtrian de comerciantes de cuero en Chennai. Fue la séptima niña en una familia de ocho, e hija única.
En una entrevista de 2009, dijo que comenzó a interesarse en medicina por las visitas anuales del funcionario de salud a su casa para recibir vacunas.
Estudió medicina en el Madras Medical College; e hizo una especialzaicón en patología, en Londres, EE. UU. y Australia hasta que en 1973 ella y su marido, Victor Solomon, regresaron a Chennai, porque " sentí que mis servicios eran más necesarios en India." Obtuvo su doctorado en microbiología y se unió al Instituto de Microbiología en Madras Medical College. 

## Carrera
A principios de su carrera en el extranjero, Solomon trabajó como joven médica en el Hospital King College, Londres. Después de regresar a India, trabajó como microbióloga en Madras Medical College; y, posteriormente fue profesora. Siguió trabajando sobre descripciones clínicas de sida en 1981, descubriéndose el VIH en 1983. En 1986, se decidió a probar en cien trabajadoras, cuando aún India no hablaba abiertamente de las comunidades lésbico-gay. Seis de esas muestras de sangre del centenar resultaron VIH positivos. Más tarde, envió las muestras a la Universidad Johns Hopkins en Baltimore para un retest, confirmando el resultado.  Ese descubrimiento devino en la primera documentación de VIH en India. Desde entonces, Solomon decidió dedicar su vida en investigaciones en sida, VIH, tratamiento, y concientización. Ha descrito cómo personas VIH infectaron a sanos; incluso su marido no quería "trabajar con pacientes VIH positivos," donde la mayoría en aquel tiempo eran homosexuales , quienes se inyectaban sustancias y trabajadores de sexo. Solomon respondió " tienen que escuchar sus historias y entonces no dirían la misma cosa." Solomon fue una de las primeras personas en hablar abiertamente de VIH y el estigma a lo largo de él, una vez declaró "está matando más personas el estigma y la discriminación que el propio Sida." 

## Obra

### Algunas publicaciones
- Solomon, Suniti; Subramadam, S; Madanagopolan, M (1976). «In vitro sensitivity of enteric bacteria to epicillin, chloramphenicol, ampicillin and furazolidone». Current Medical Research and Opinion 4 (3): 229-232. doi:10.1185/03007997609109309.

- Solomon, S; Kumarasamy, N; Jayaker Paul, S A; Venilla, R; Amairaj, R E (1995). «Spectrum of opportunistic infections among AIDS patients in Tamil Nadu, India». International journal of STD & AIDS 6 (6): 447.

- Kumarasamy, N; Solomon, S; Jayaker Paul, S A; Edwin, R; Sridhar, S (1995). «Neurological manifestations in aids patients in South India». Journal of Neuroimmunology 63 (1): 100. doi:10.1016/0165-5728(96)80989-1.

- Solomon, S; Madhaven, H; Biswas, J; Kumarasamy, N (1997). «Blepharitis and lid ulcer as initial ocular manifestation in acquired immunodeficiency syndome patients». Indian Journal of Ophthalmology 45 (4): 233-234.

- Solomon, S; Kumarasamy, N; Ganesh, A K; Amairaj, R (1998). «Prevalence and risk factors of HIV-1 and HIV-2 infection in urban and rural areas in Tamil Nadu, India». International Journal of STD & AIDS 9 (2): 98-103. doi:10.1258/0956462981921756.

## Premios
- 2001, premio por trabajos pioneros en sida/ VIH por el equipo estatal médico.
- 2005, premio de logro de por vida por su trabajo sobre el VIH por Tamil Nadu State AIDS Control Society
- 2006, DMS (Honoris Causa) por la Universidad Brown, EE. UU.
- 2009, 'Galardón Mujeres Nacionales Bio-científicos' por el Ministerio indio de ciencia y tecnología.
- 2010, membresía de la Academia Nacional de Ciencias Médicas.[13]
- 2012, ' premio de logro de por vida por su trabajo sobre el sida/VIH por la MGR Universidad Médica en Chennai.
- Y muchos otros premios, como el Premio Madre Teresa Conmemorativo' por educación y servicios humanitarios.
- 2017 Gobierno de India anunció el "Premio Padma Shri" (póstumo) por sus servicios en el campo de la medicina[6]